# Chris Gueffroy

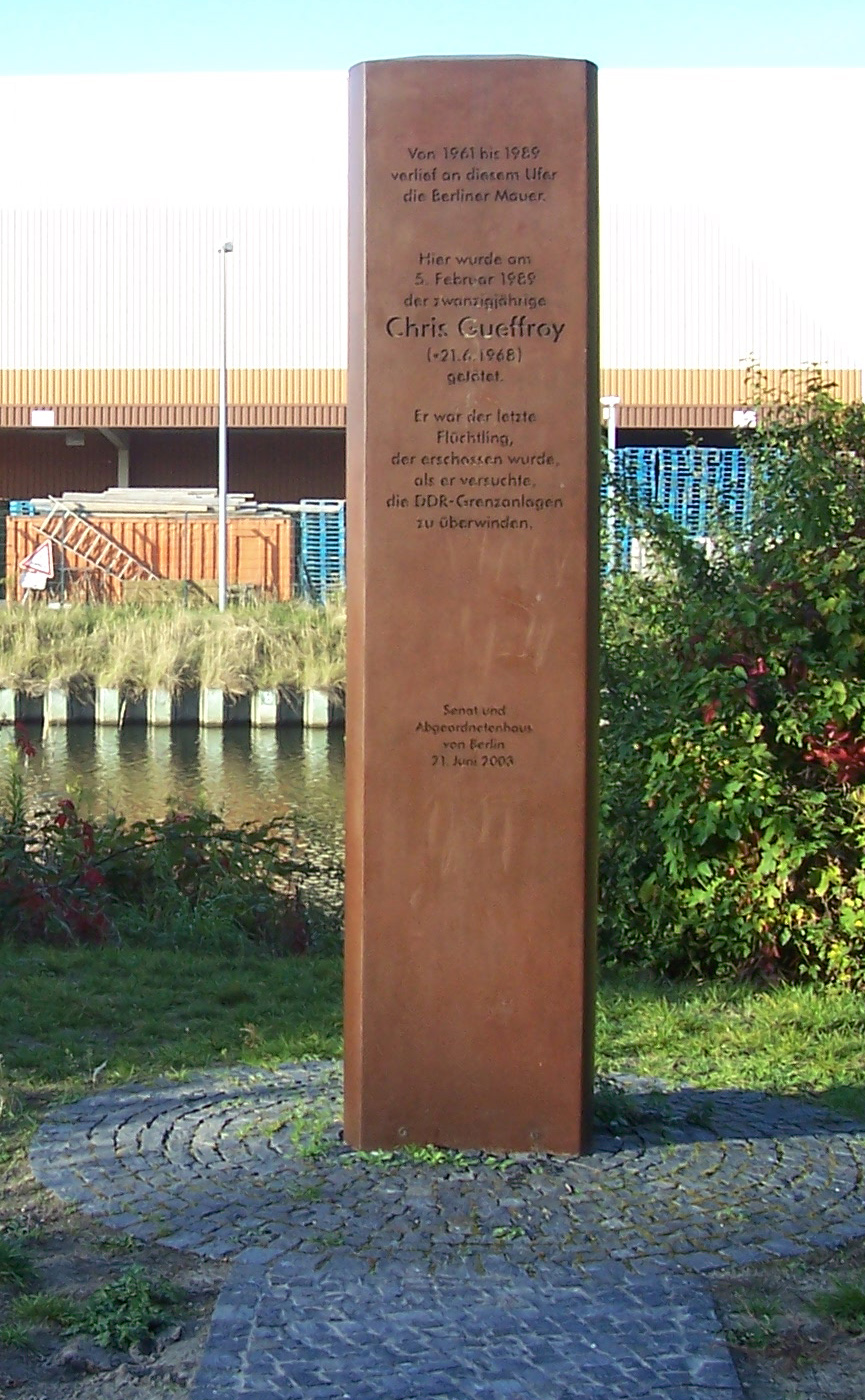
Monument rest 2003 i Treptow-Köpenick i Berlin

Chris Gueffroy, född 21 juni 1968 i Pasewalk (Mecklenburg-Vorpommern), Östtyskland, död 6 februari 1989 i Östberlin, Östtyskland, var den siste personen som sköts ihjäl under ett försök att fly över Berlinmuren till Västberlin. 
Tillsammans med sin vän Christian Gaudian försökte Gueffroy, natten mellan den 5 och 6 februari 1989, att fly från Östberlin till Västberlin längs kanalen i Britz-distriktet i stadens södra del. De båda männen trodde felaktigt att den order som sedan länge funnits, gällande att alla försök till gränsöverträdelser skulle beivras med skarp eldgivning, hade övergivits. När de var i färd med att klättra över det sista taggtrådsstängslet vid kanalens östra strand upptäcktes de av fyra östtyska gränsvakter som då genast öppnade eld. Gueffroy träffades av tio skott i bröstet och dog nästan ögonblickligen. Gaudian blev svårt skadad men överlevde. Han arresterades omedelbart och dömdes den 24 maj 1989 till tre års fängelse för illegal överträdelse av gränsen. 
Gaudian frigavs i september 1989 mot borgen, och överfördes till Västberlin den 17 oktober samma år.
De fyra gränsvakterna som var involverade i Chris Gueffroys död fick en utmärkelse från chefen för gränsområdet, Erich Wollner, och fick ett pris på 150 östtyska mark vardera. Men efter att Östtyskland och Västtyskland återförenats 1990 åtalades de av den regionala domstolen i Berlin. Två av de åtalade gränsvakterna släpptes i början av januari 1992. Den gränsvakt som var ansvarig för det dödande skottet i hjärtat, Ingo Heinrich, dömdes först till tre och ett halvt års fängelse för mord. Efter ett överklagande till Tysklands högsta domstol, minskades straffet till två års villkorlig dom 1994. 
Den 21 juni 2003 (vilket skulle ha varit hans 35:e födelsedag) restes ett monument vid platsen för flyktförsöket till minne av Gueffroy. Även ett av de vita korsen intill riksdagshuset i Berlin är tillägnat honom.       